# 名古屋スポーツセンター
名古屋スポーツセンター（なごやスポーツセンター、Nagoya Sports Center）は、愛知県名古屋市中区門前町1-60にあるスケートリンク。大須スケートリンク（おおすスケートリンク）としても知られている。

## 歴史

### 初代施設
太平洋戦争後の1947年（昭和22年）12月1日、本願寺名古屋別院（西別院）境内のこの場所に大須球場が開設された。1952年（昭和27年）6月30日には資金難によって閉鎖が決定されたが、球場主段はスポーツ施設への転用を模索した。
1948年（昭和23年）、フィギュアスケート選手の小塚光彦らによって愛知県スケート連盟が設立された。1953年（昭和28年）9月20日、大須球場の跡地に本格的なスケートリンクとして名古屋スポーツセンターが開業した。鉄筋造平屋建。9月19日の前夜祭においては、加藤礼子と有坂隆祐が解説と模範演技を披露した。9月20日の式典後には古河電工と全東京学生選抜が戦うアイスホッケーの試合、東京フィギュア・スケーティングクラブによるアイスショーが開催された。愛知県初の通年営業のスケートリンクである。開設の際には小塚光彦らが尽力している。
1957年（昭和32年）2月10日、宗谷の南極上陸と昭和基地の命名を記念して、名古屋地区海洋少年団大会が催された。

### 2代目施設
1984年（昭和59年）12月、住宅・都市整備公団（現・都市再生機構）との共同事業で建て替えを行い、公団住宅を併設する現在の姿となった。公団住宅の2階にスケートリンクが設置されている。
開業から60周年となる2013年（平成25年）5月27日から7月12日まで改修工事を行い、7月13日にリニューアルオープンした。7月13日のリニューアルオープンイベントにはスペシャルゲストとして伊藤みどりが出演した。

## スケートリンク
周辺地域が大須と呼ばれている事と通年営業のスケートリンク（56m×26m）を擁する事から、大須スケートリンクという名でも知られる。
一般向けのアイススケート場として利用されるだけでなく、ジュニアスクール（フィギュアスケート、アイスホッケー、スピードスケート）も開設されている。なお、大人向けの教室（アイスホッケー、スケートフォークダンス）の他に、クラシックバレエや社交ダンスなどの教室も開設されている。

### フィギュアスケート
フィギュアに関しては山田満知子、門奈裕子など一流の指導者が揃っている事から、ここから伊藤みどり（アルベールビル五輪銀メダル、世界選手権優勝）、恩田美栄（四大陸選手権2位）、安藤美姫（世界選手権優勝）、浅田真央（バンクーバー五輪銀メダル、世界選手権優勝）、中野友加里（四大陸選手権2位）、村上佳菜子（ソチ五輪出場、四大陸選手権優勝）、宇野昌磨（平昌五輪銀メダル）など世界的なフィギュアスケート選手を多数輩出した。宇野昌磨は大須スケートリンクに遊びに来ていた5歳の時、浅田真央に「やらないか」と誘われたことがきっかけでフィギュアの世界に入った。

## 基本情報
所在地
- 愛知県名古屋市中区門前町1-60

交通アクセス
- 名古屋市営地下鉄鶴舞線大須観音駅から徒歩約3分。

## 名古屋スポーツセンターが登場する作品
- スケート靴の約束〜名古屋女子フィギュア物語〜 - 2013年12月25日、テレビ東京系列にて放送されたフィギュアスケートを題材としたテレビドラマ作品[10]。名古屋スポーツセンターのスケートリンクが登場する[10]。
- メダリスト - 『月刊アフタヌーン』2020年7月号から連載中のフィギュアスケートを題材とした漫画作品[11]。名古屋スポーツセンターが舞台[12]。2025年1月4日よりテレビアニメが放送された[13]。